# Whatfield
Whatfield ist ein Dorf und civil parish im District Babergh in der Grafschaft Suffolk, England. Im Jahr 2022 hatte es eine Bevölkerung von 390 Personen.